# Malacky
Malacky is een Slowaakse gemeente in de regio Bratislava, en maakt deel uit van het district Malacky.
Malacky telt 18.286 inwoners.

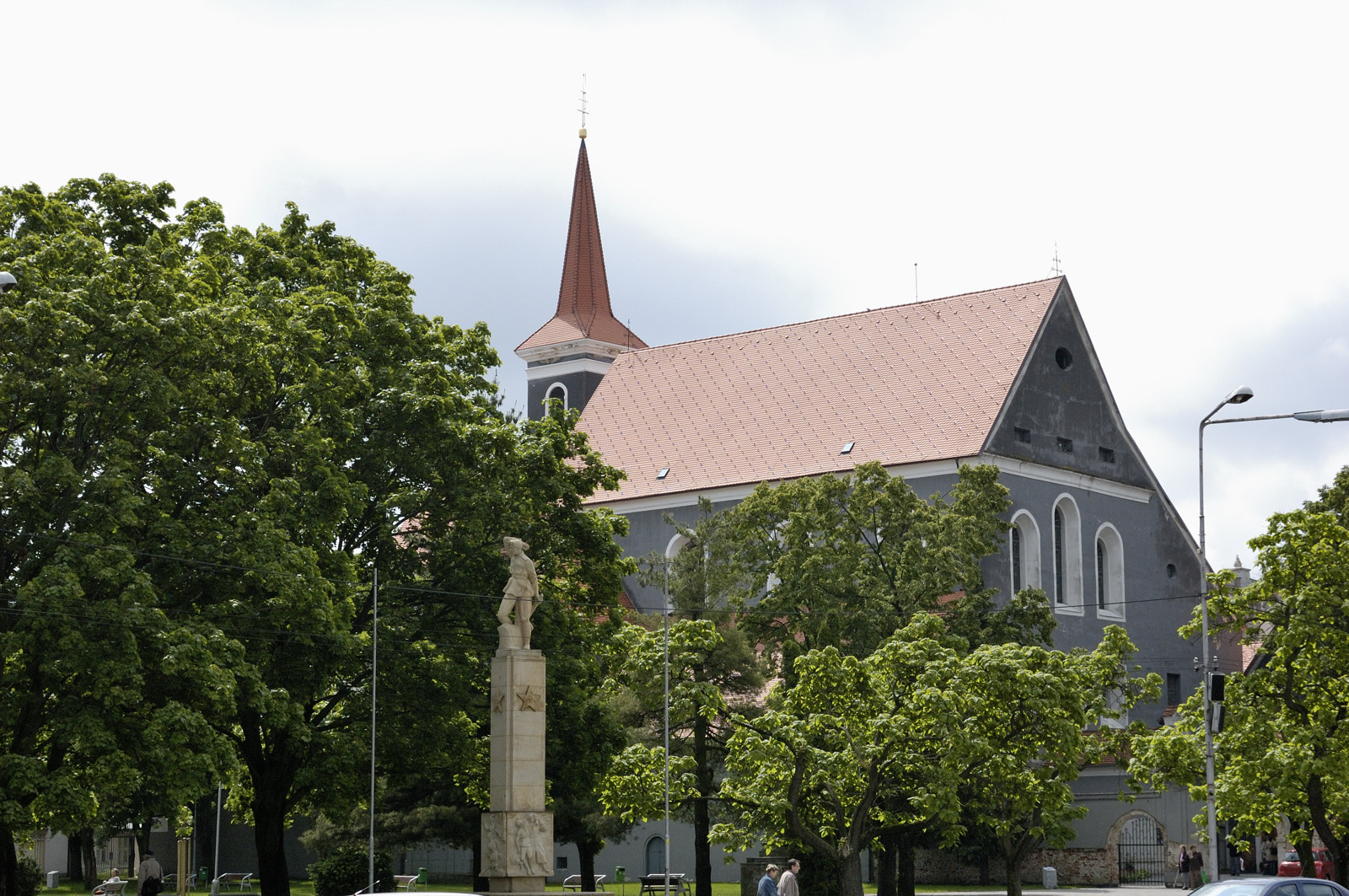
Kerk en klooster in Malacky
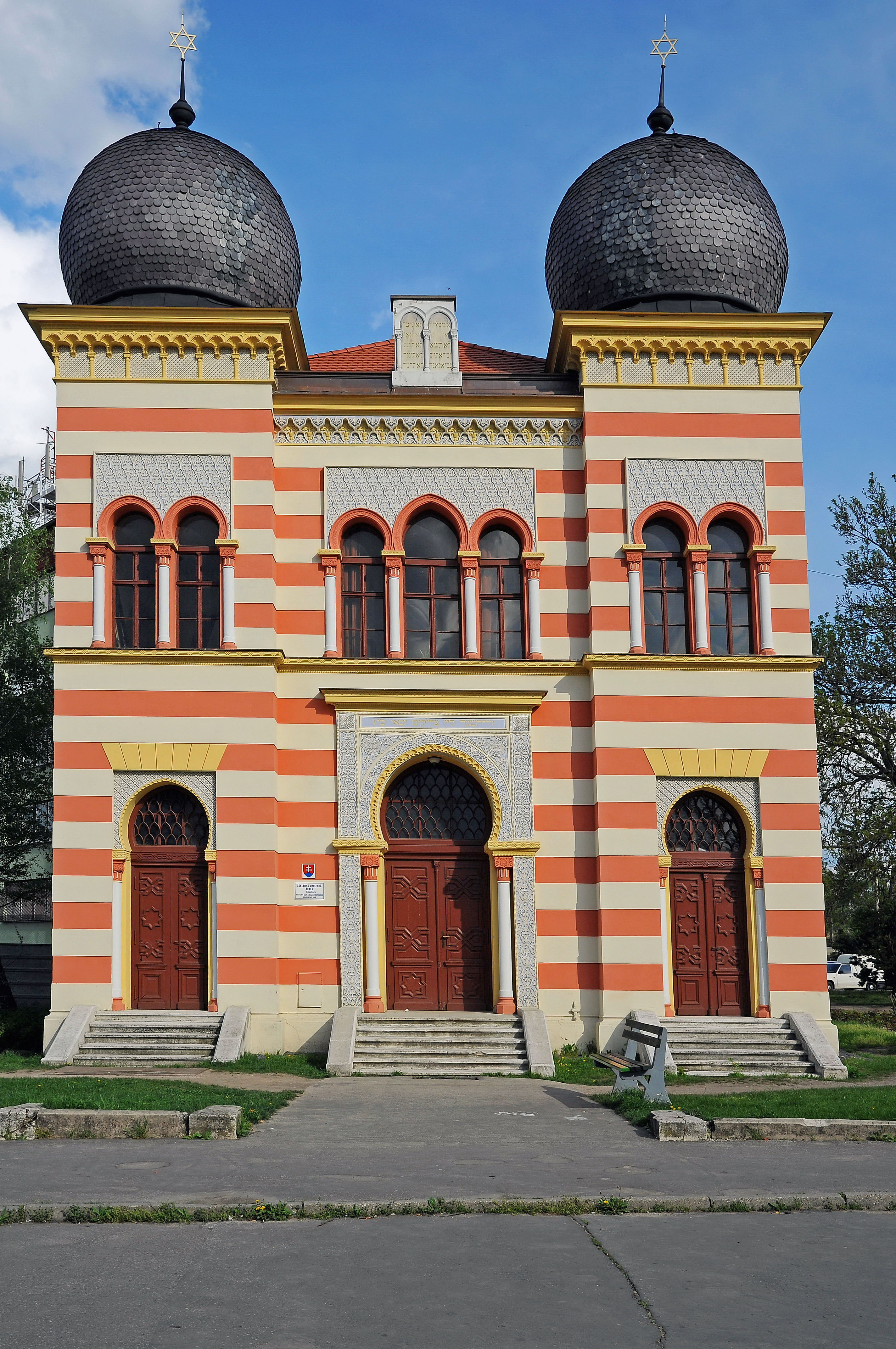
Synagoge van Malacky